# ورخنه‌سالیموو
ورخنه‌سالیموو (انگلیسی: Verkhnesalimovo) یک شهرک در شهرستان زیلایرسکی استان باشقیرستان کشور روسیه است.